# Surakarta
Surakarta nebo také Solo je město v Indonésii. Nachází se v provincii Střední Jáva 600 kilometrů od Jakarty na březích řeky Solo. Město má okolo půl milionu obyvatel, v jeho aglomeraci zvané Velká Surakarta žije okolo 3,6 milionu obyvatel.
Od roku 1745 byla Surakarta hlavním městem domorodého státu zvaného Kasunanan, který se stal v 19. století autonomní součástí Nizozemské východní Indie. Panovnický palác Keraton patří k hlavním turistickým atrakcím města spolu s nizozemskou pevností Fort Vastenburg.
Město má tropické monzunové podnebí a je centrem zemědělské oblasti, kde se pěstuje tabák, rýže, cukrová třtina a maniok. Převažuje textilní a strojírenský průmysl, významná jsou také umělecká řemesla jako batikování nebo dřevořezba a folklór reprezentovaný hudbou dangdut. Sídlí zde vysoké školy Sebelas Maret University a Muhammadiyah University of Surakarta. Nedaleko Surakarty leží mezinárodní letiště Adisumarmo.
Ze Surakarty pochází indonéský prezident Joko Widodo, který začínal politickou kariéru jako starosta města.